# Mont Bunagatake
Le mont Bunagatake (武奈ヶ岳, Bunagatake) est une montagne culminant à 1 214 m d'altitude dans les monts Hira, sur le territoire de la ville d'Ōtsu dans la préfecture de Shiga au Japon.

## Géographie
Le mont Bunagatake est le plus point culminant des monts Hira, lesquels se composent de trois groupes, Oku-Hira, Kita-Hira et Minami-Hira, littéralement, « Hira profond », « Hira septentrional » et « Hira méridional ». Le mont Bunagatake appartient au groupe Oku-Hira et à la couche du Mésozoïque comme les autres monts du Oku-Hira. Le mont fait également partie du parc quasi national Biwako où les visiteurs profitent de la vue panoramique à 360° qu'offre son sommet.